# Oelser Gymnasium
Das Oelser Gymnasium (auch Gymnasium illustre Oels bzw. Herzogliches Gymnasium Oels; ab 1886 Königliches Gymnasium zu Oels) war eine höhere Schule in Oels im schlesischen Herzogtum Oels. Dieses war seit 1329 ein Lehen der Krone Böhmen, die 1526 an die Habsburger in ihrer Eigenschaft als Könige von Böhmen gelangte. Älter als das Oelser Gymnasium waren in Schlesien nur das 1563 gegründete Elisabet-Gymnasium in Breslau und das 1569 gegründete Gymnasium in Brieg. Das Breslauer Maria-Magdalenen-Gymnasium entstand erst 1643, die Liegnitzer Ritterakademie 1708.

## Geschichte
Nachdem Herzog Johann von Münsterberg-Oels, der ein Urenkel des böhmischen Königs Georg von Podiebrad war, beabsichtigte, unter dem Einfluss von Humanismus und Reformation eine Lateinschule zu errichten, erwarb er 1556 ein kleines Haus in Oels. Dort lehrten die protestantischen Theologen Zacharias Wittich und Andreas Keppich.
Anregungen zur Gründung eines Gymnasiums erhielt Herzog Johann vom Superintendenten Melchior Eckhart. Für dieses errichtete er an der Stelle der Lateinschule ein Schulgebäude, das am 5. Dezember 1594 als Fürstenschule eingeweiht wurde. Sie sollte als „Gymnasium illustre“ das Luthertum verbreiten und den Nachwuchs für den Staatsdienst ausbilden. Das Patronat über die Schule oblag dem Herzog, der Stadt Oels und der evangelischen Kirche. Die meisten Rektoren waren Geistliche, die meisten Lehrer nebenamtliche Kirchenbedienstete. Es gab fünf Klassen und fünf Lehrkräfte. Zur Hochschulreife führte die Schule zunächst nicht.
Nachdem 1617 Karl II., ein Neffe des Herzogs Johann, gestorben und 1618 der Dreißigjährige Krieg ausgebrochen war, gerieten das Herzogtum Oels und die Schule in schwere Zeiten. Krieg, Pest und anderes Unheil setzten der Schule so zu, dass sie 1647 nur noch 47 Schüler hatte, die in drei Klassen unterrichtet wurden. Als mit Herzog Karl Friedrich I. der Münsterberger Zweig der Herren von Podiebrad 1647 erlosch, fiel das Herzogtum Oels seinem Schwiegersohn Silvius I. Nimrod (Württemberg-Oels) zu, der die Schule ebenfalls förderte. Nach dessen Tod 1664 verschlechterten sich die Schulverhältnisse wieder. Zwar gelang es seinen Nachfolgern, den Protestantismus einigermaßen zu sichern, der von Kaiser Leopold I. als Landesherr von Böhmen ausgehende Druck der jesuitischen Gegenreformation war jedoch auch der Schule abträglich. 1676 übernahm Silvius II. Friedrich (Württemberg-Oels) die Regierung über das Herzogtum und damit auch das Patronat über die Schule. Ab 1682 bestand das Gymnasium aus sechs Klassen; zugleich erhielt sie das Recht, ihre Schüler auf ein Universitätsstudium vorzubereiten. Da ihr für die Umsetzung dieses Privilegs die finanziellen Mittel fehlten, konnte sie es in den nächsten Jahrzehnten noch nicht anwenden. 1688 wurde das Gymnasium von der Stadt Oels übernommen.
Zu Beginn des 18. Jahrhunderts stärkte der Pietismus das evangelische Element. Dadurch wuchs auch das Interesse am Oelser Gymnasium, dem nun private Spenden und Erbschaften, u. a. die „Hahnsche Stiftung“ zugedacht wurden. Als im April 1730 das Schulgebäude durch einen Brand zerstört wurde, fand es Unterkunft im herzoglichen Schloss.
Die finanzielle Situation besserte sich, nachdem Graf Joachim Wenzel von Kospoth in seinem Testament vom 3. März 1727 mit Billigung seines Bruders, des Grafen Carl Christian, 150.000 Rheinische Gulden dem Gymnasium vererbt hatte. Am 3. Juli 1736 bestätigte der Landesherr, Kaiser Karl VII., die Kospoth-Stiftung, die 1730 in Kraft treten sollte. Nach einer Verzögerung stimmten die kaiserlichen Kanzleien in Wien schließlich mit der Einschränkung zu, dass von dem Kaspoth-Erbe 20.000 Gulden die Ritterakademie Liegnitz erhalten soll und 6000 Gulden als Gebühr für die kaiserliche Bestätigung zu zahlen sind. Die Stiftung sollte 12 adelige und 14 bürgerliche Schüler sowie erkrankte Schüler unterstützen. 1100 Gulden wurden für eine bessere Lehrerbesoldung verwendet. Die Schule konnte nun zwar weiterarbeiten, musste sich aber mit dem bescheidenen Titel eines Seminarium begnügen. Mit einem Festakt am Ende jedes Schuljahres gedachte sie seither ihrer Rettung. Als das beim Stadtbrand ebenfalls zerstörte Rathaus wieder aufgebaut war, wurde die Schule nach sieben Jahren im Schloss 1737 vorübergehend in das neue Gebäude verlegt.

## Ab 1742 unter preußischer Herrschaft

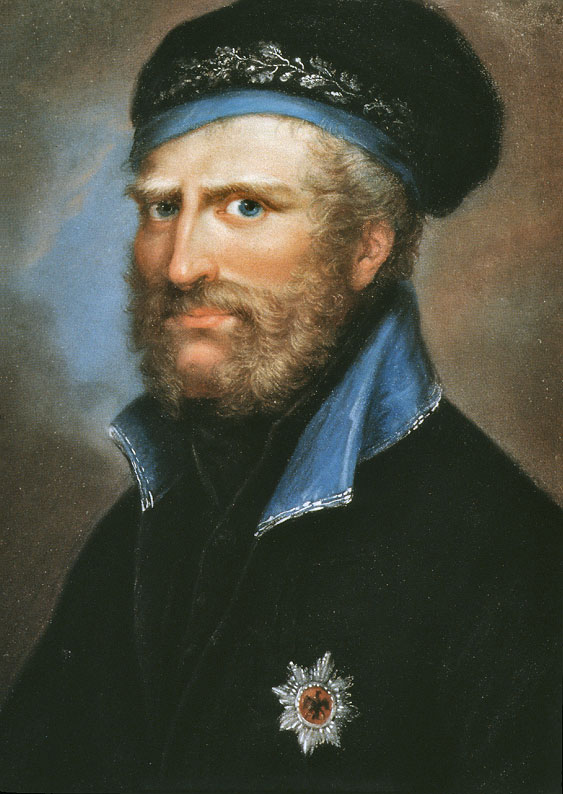
Patron der Schule: Herzog Friedrich Wilhelm mit dem Schwarzen Adlerorden

Nach dem Ersten Schlesischen Krieg fiel Schlesien mit dem Vorfrieden von Breslau 1742 an Preußen. Anschließend verbesserte sich die finanzielle Lage des Gymnasiums durch die Förderung des Königs Friedrich II. Zu Bedrängungen kam es jedoch wiederum im Siebenjährigen Krieg. Unter dem Rektor Christian Gottlieb Jachmann (1716–1776) erhielt die Schule von Neuem das Privileg, die unmittelbare Universitätsreife zu verleihen. Allerdings verringerte sich durch die Schlesischen Kriege die Schülerzahl von 164 auf 84.
1768 wurde an der Stelle der ehemaligen Lateinschule ein neues Schulhaus errichtet. Nach 38-jähriger Unterbrechung hatte die Schule wieder ein eigenes Gebäude. Unter Ephraim Gotthold Dominici, der ab 1776 Rektor war, blühte sie auf und erreichte allmählich die Schülerzahl der anderen großen schlesischen Gymnasien. 1777 erhielt es eine neue Schülerbibliothek und ab 1780 erschienen die ersten regelmäßigen Schulnachrichten. 1776 gingen sechs, 1789 schon 21 Schüler an die Universität.
Unter Gottlieb Leehr (1744–1816) beging das Gymnasium sein zweihundertjähriges Jubiläum. Im selben Monat, am 14. Dezember 1792, starb mit Karl Christian Erdmann (Württemberg-Oels) der letzte Oelser Herzog aus dem Haus Württemberg, dem die Schule viel zu verdanken hatte. In seinem Testament stellte er die Mittel für die Einrichtung einer neuen Lehrerstelle zur Verfügung. Die Herzogswürde und das Patronat über das Gymnasium gingen nun auf das Herzogtum Braunschweig-Lüneburg über, zunächst auf Herzog Friedrich August. 1806 folgte ihm sein Neffe, der „Schwarzer Herzog“ genannte Friedrich Wilhelm von Braunschweig-Lüneburg-Oels. Sein 1809 im böhmischen Nachod, das damals im Besitz der Herzogin Wilhelmine von Sagan war, für den Kampf gegen Napoleon aufgestellte Freikorps, die Schwarze Schar, ließ er im Oelser Schloss ausrüsten. Am 16. Juni 1815 fiel der Schwarze Herzog in der Schlacht bei Quatre-Bras.
1795 wurde die von „Seydlitz-Grapowsche Stiftung“ begründet. 1809 trat der ehemalige Schüler und Prorektor des Gymnasiums, Karl Ehrenfried Günther († 1826), das Rektorat an. 1810 wurden die ersten Schulgesetze erlassen. 1813 nannte sich Günther zum ersten Male wieder „Direktor des herzoglichen Gymnasiums“. In den Befreiungskriegen fielen neun Schüler des Gymnasiums.
Anlässlich des hundertsten Geburtstages von Alexander von Humboldt am 14. Juni 1870 wurde zugunsten des Gymnasiums, das nun 406 Schüler hatte, die „Humboldt-Stiftung“ gegründet. Obwohl das Schulgebäude erst 1862 erweitert worden war, entstand eine erhebliche Raumnot. Es mussten neue Lehrerstellen geschaffen und die Aufnahmebedingungen für die Schüler verschärft werden. 1886 besuchten nur noch 302 Schüler das Gymnasium.
Als das Oelser Konsistorium 1882 aufgehoben wurde, ging die Schulaufsicht auf das preußische Provinzialschulkollegium der Provinz Schlesien in Breslau über. Der einst beherrschende Einfluss der Oelser Herzöge ging damit zu Ende; das Adjektiv „herzoglich“ blieb der Schule aber erhalten. In dem 1830 eingerichteten Gymnasialkuratorium vertrat der Superintendent noch die Regierung in Breslau; aber schon 1835 übernahm an seiner Stelle der königlich preußische Landrat im Kreis Oels den Vorsitz im Kuratorium, dem noch der herzogliche Kammerdirektor, der Bürgermeister der Stadt und der Gymnasialdirektor angehörten.

## Ende der Ära der Herzöge von Braunschweig-Oels
1884 erlosch mit Herzog Wilhelm, der dreiundfünfzig Jahre lang regiert hatte, das Haus Braunschweig-Oels. Der Oelser Feudalbesitz fiel an Preußen und wurde am 11. Februar 1885 als Thronlehen dem Kronprinzen Friedrich Wilhelm übertragen, der auch das Schulpatronat übernahm. Trotzdem wurde das Gymnasium nach Auseinandersetzungen mit der Thronlehnsverwaltung und der Stadt Oels am 1. April 1886 von der Krone Preußen übernommen. Das Herzogliche wurde ein Königliches Gymnasium.

## Letztes Schulgebäude

Retter der Schule: Die Kospoth

Nachdem 1894 das 300-jährige Bestehen der Schule gefeiert worden war, wurde angesichts des drückenden Raummangels und der sonstigen Unzulänglichkeiten ein Neubau beschlossen. Am 1. November 1903 wurde das neue Schulgebäude mit Schulhof und Nebengebäuden am Oelser Wilhelmsplatz bezogen. Im Baustil lehnte es sich an das Oelser Schloss an. Den Bauplatz hatte die Stadt gestellt. Die Baukosten betrugen 399.996 Mark. Auf einem großen Fenster der Aula wurden in Glasmalerei wichtige Begebenheiten der Schulgeschichte dargestellt: im oberen Mittelfeld das Wappen der Grafen von Kospoth und zu beiden Seiten die Brustbilder der Stifter, der Grafen Joachim Wenzel und Karl Christian von Kospoth, darunter in zweigeteiltem Hauptfeld die Szene aus der Schlacht bei Quatre-Bras: Herzog Friedrich Wilhelm, der Patron der Schule, sinkt tödlich getroffen vom Pferd. Der untere Abschluss des Fensters war dreigeteilt und zeigte links das Oelser, rechts das preußische Wappen und in der Mitte die Inschrift: Fridericus Guilelmus Brunsvigiae Dux gloriosam pro patria mortem occumbit XVI. die Junii A. D. MDCCCXV. Dulce et decorum est pro patria mori. („Friedrich Wilhelm, Herzog von Braunschweig, stirbt den ruhmreichen Tod für das Vaterland am 16. Juni 1815. Süß und ehrenvoll ist es, für das Vaterland zu sterben.“)

## Rektoren
- 1594–1600: Linning
- 1639–1650: Viebing
- 1692–1709: Johann Sinapius
- Christian Gottlieb Jachmann
- 1776: Ephraim Gotthold Dominici
- 1792–1809: Gottlieb Leehr
- 1809–1826: Karl Ehrenfried Günther
- 1826–1837: Johann David Körner
- 1838–1850: Eduard Lange
- 1850–1854: Karl Gustav Heiland
- 1870–1902: Karl Abicht
- 1903: L. Brock

## Lehrer
- Gottlob Kranz (1660–1733)
- Moritz Schmidt
- Paul Wossidlo (1836–1921)

## Schüler
- Julius Baron
- Hermann von Busse
- Gustav Freytag
- Erich Hasse
- Oskar von Heydebrand und der Lasa
- Eduard Jacobson
- Georg Kalkbrenner
- Theodor von Kolde
- Wilhelm Karl Lebrecht von Korckwitz
- Konrad Materne
- Friedrich Müller
- Johann Muthmann
- Joachim Bernhard von Prittwitz
- Maximilian von Prittwitz und Gaffron
- Oskar von Riesenthal
- Alfred von Rosenberg-Lipinsky
- Oskar von Rosenberg-Lipinsky
- Gotthilf von Salisch
- Werner Schattmann
- Adolf Schimmelpfennig
- Paul Stolper
- Ludwig von Taubadel
- Theodor Thalheim
- Oswald von Uechtritz-Steinkirch
- Alexander Zweig